# ستيفن ارتشر
ستيفن ارتشر (بالإنجليزية: Stephen Archer)‏ هو لاعب الرغبي ‏ أيرلندي، ولد في 29 يناير 1988 في كورك في جمهورية أيرلندا.